# サウス駅 (ボストン)
サウス駅（サウスえき、South Station ）は、アメリカ合衆国マサチューセッツ州ボストン アトランティック・アヴェニュー700にある、アムトラック（Amtrak）・マサチューセッツ湾交通局（MBTA）の駅である。日本語ではボストン南駅とも呼ばれる。

## 概要
ボストンの中心駅であり、アムトラック、マサチューセッツ湾交通局（通勤鉄道・地下鉄）の各線が集まるターミナル駅である。当駅はボストンから主に西や南に向かう路線のターミナルである。ボストンから主に北や東に向かう路線は当駅から約2キロ北北西に離れている所にあるノース駅がターミナル駅となっている。なお、サウス駅とノース駅を直接結ぶ地下鉄路線はない。

## 歴史

### 初期
ボストンのサウス駅はユニオン駅（共同使用駅）として1899年に完成した。市内南部の鉄道輸送の混雑を鑑み1876年にマサチューセッツ州議会がボストンターミナル会社に認可を与えた5社の旅客鉄道事業を統合する必要があった。ボストンターミナル会社はボストン・アンド・オールバニー鉄道、ニューイングランド鉄道、ボストン・アンド・プロビデンス鉄道、オールドコロニー鉄道、ニューヨーク・ニューヘイブン・アンド・ハートフォード鉄道から構成されていた。同社は1896年から1899年に債券を発行し、ニューイングランド鉄道が所有していた約14,1640平方メートルの土地を900万ドルで購入した。ボストン市は街路の再構築や駅が港の近くにあるためフォートポイントチャネルに沿って約60メートルの防波堤を建設するのに200万ドル費やした。2年の工期を経てボストンで最大の建築物にして当時世界最大の鉄道駅であった当駅は1899年1月1日に開業した。
この5階建てのネオクラシックリバイバルスタイルの駅は交差点に面して3つのエレガントな入り口があり、正面に時計塔を持ち、その塔屋の上には約2.4メートルの翼幅を持つワシの彫像が飾られた。1,500人以上の乗客を収容できる待合室の床は大理石のモザイクで装飾され、壁は磨かれた花崗岩で構成され、壁や格天井の天井に沿って配置された1200本の照明で輝いていた。鉄道会社の事務所は公共空間の上、上層階に設けられた。その後数十年間サウス駅は年間約4,000万人もの利用者があり、国内で最も忙しいターミナル駅だった。1930年ホームに架かる大屋根は取り壊され、250万ドルをかけ改装工事が施工された。追加された施設は新しいレストラン、切符売り場、映画館、駐車場であった。

### 衰退
他の米国の鉄道のターミナルと同様に戦後、鉄道事業は不振となり、サウス駅は老朽化しほぼ未使用の状態となった。1961年にニューヨーク・ニューヘイブン・アンド・ハートフォード鉄道は破産を宣言し、1965年にボストン再開発局（BRA）は695万ドルで当駅を購入した。かつて豪華で革新的で壮大であったサウス駅は1913年当時年間乗客数が約3,800万人であったが、1960年代半ば約450万人に減少していた。駅舎の東翼は、郵便局の物流センターのための道を建設するために1960年代半ばに取り壊され、西翼は主待合室が閉鎖され、28本の線路のうち18本が撤去された。修復の望みは短命だった。1970年ボストン再開発局は駅舎を取り壊すことを決定し、実行した。軌道6線を撤去し、U字状の駅舎の各所を封鎖した。アムトラックが設立されたとき、駅はエレベーターが1機、1本の階段しか使用していない状態で長距離列車と通勤鉄道の営業を続けた。3階は火災後に閉鎖され、5階は完全に放棄された。駅舎は浮浪者の家となった。このランドマークの損失に憤慨した市民グループは、1975年サウス駅を国家歴史登録財に登録することに成功した。塔屋と待合室の部分は無傷のまま解体を免れた。

### 再興
1978年ボストン再開発局（BRA）は当駅をマサチューセッツ湾交通局（MBTA）に610万ドルで売却した。1984年マサチューセッツ湾交通局は1億9,500万ドルの費用をかけて修復工事に着手した。プロジェクトのコスト1億9,500万ドルは新築当時の費用の6倍だった。資金はマサチューセッツ湾交通局、アムトラック、連邦鉄道管理局、都市大量輸送機関、エクイティオフィスプロパティと民間開発企業等組み合わせたファンドであった。1984年に始まったその修復プロジェクトは塔屋の再建工事、高床式ホームを備えた11本の線路の再構成と、軌道上に新しいバスターミナルと駐車場を建設することであった。工期は5年かかり、ちょうど開業90周年の年、1989年に竣工した。
サウス駅は現在、ニューイングランドにおける二番目に忙しい交通の拠点であり、そしてボストンの復活金融・小売センターへのゲートウェイを検討した。サウス駅の修復が地域の重要な拠点となり、周辺エリアで約557,400平方メートル以上のオフィススペースを創出した。過去20年間鉄道輸送は、大幅な変更と改善が見られた。2000年にデビューしたアムトラックの高速列車「アセラ・エクスプレス」がアメリカの高速鉄道旅行の可能性の起爆剤になった。サービスの人気は混雑し高価で遅延が多い航空機のシャトル便に代わるものとしてボストン、ニューヨーク、ワシントンD.C.間のビジネス客を迅速にキャッチした。アムトラックはまた全米ネットで追加のサービスを提供し、より低コストの運賃で定期的な地域間路線サービスを改善した。マサチューセッツ湾交通局は最も新しい2007年に開業した、かつてのオールドコロニー鉄道路線の多くが含まれているボストンとシチュエート間のグリーンブッシュ線をはじめとして通勤鉄道のサービスを拡大し続けている。今日、サウス駅はバスターミナルやレッドライン、シルバーラインと直接繋がり真の交通結節点となっている。

## 利用可能な鉄道路線／列車
- アムトラック ： 各列車（後述）
- マサチューセッツ湾交通局（通勤鉄道） ： 各線（後述）
- マサチューセッツ湾交通局（地下鉄） ： 各線（後述）

上記のうち、アムトラックとマサチューセッツ湾交通局（通勤鉄道）の2社は当駅を共同使用しており同じ構内に発着している。

### アムトラック
アムトラックで最も利用客が多い路線である北東回廊（アムトラックの年間乗客数約3,080万人のうち約1,760万人が利用〔2015年度〕）を走るアセラ・エクスプレスとノースイースト・リージョナルの北のターミナルとなっている。
アムトラックの出発する列車は下記の通り。
ボストンとワシントン間の昼行長距離列車アセラ・エクスプレス …ニューヨーク・フィラデルフィア・ワシントン方面 10本/日 出発（平日）
ボストンとニューヨーク / ワシントン / リンチバーグ / ノーフォーク / リッチモンド / ニューポートニューズ間の昼行長距離列車ノースイースト・リージョナル …ニューヨーク・フィラデルフィア・ワシントン方面 9本/日 出発（平日）
シカゴとボストン間の夜行長距離列車レイクショア・リミテッド …クリーブランド・シカゴ方面 1本/日 出発（平日）

#### 隣の駅
アムトラック
「アセラ・エクスプレス」停車駅（当駅発着）
バック・ベイ駅 (BBY) - サウス駅 (BOS) - 終点
「ノースイースト・リージョナル」停車駅（当駅発着）
バック・ベイ駅 (BBY) - サウス駅 (BOS) - 終点
「レイクショア・リミテッド」停車駅（当駅発着）
バック・ベイ駅 (BBY) - サウス駅 (BOS) - 終点
当駅へはシカゴ - ボストン の編成が発着。オールバニ・レンセラー駅にてシカゴ - ニューヨーク編成と 連結/切り離し。

### MBTA (通勤鉄道)
ボストンより主に南や西の地域を結ぶマサチューセッツ湾交通局通勤鉄道各線のターミナルとなっている。なお、プロビデンス/ストートン線のみ隣のロードアイランド州まで路線が伸びている。
マサチューセッツ湾交通局 (MBTA) 通勤鉄道線の出発する列車は下記の通り。 
ボストンとウースター間のフレイミングハム/ウースター線 …ウースター方面 27本/日 出発 (平日) 
ボストンとニーダム間のニーダム線 …ニーダム方面 16本/日 出発 (平日) 
ボストンとフランクリン間のフランクリン線 …フォージパーク/ルート495方面 19本/日 出発 (平日) 
ボストンとノースキングスタウン / ストートン間のプロビデンス/ストートン線 …ウィックフォードジャンクション方面 21本/日 出発、ストートン方面 14本/日 出発 (平日) 
ボストンとリードビル間のフェアマウント線 …リードビル方面 20本/日 出発 (平日) 
ボストンとシチュエート間のグリーンブッシュ線 …グリーンブッシュ方面 12本/日 出発 (平日) 
ボストンとプリマス / キングストン間のプリマス/キングストン線 …プリマス方面 4本/日 出発、キングストン方面 8本/日 出発 (平日) 

#### 隣の駅
マサチューセッツ湾交通局 (MBTA)
■ フレイミングハム/ウースター線
バック・ベイ駅 - サウス駅 - 終点 
■ ニーダム線
バック・ベイ駅 - サウス駅 - 終点 
■ フランクリン線
バック・ベイ駅 - サウス駅 - 終点 
急行
ニューマーケット駅 - サウス駅 - 終点
イベント開催時のみ
フォックスボロ駅 - サウス駅 - 終点
■ プロビデンス/ストートン線
バック・ベイ駅 - サウス駅 - 終点 
■ フェアマウント線
ニューマーケット駅 - サウス駅 - 終点 
■ グリーンブッシュ線
終点 - サウス駅 - JFK-UMass駅 
■ プリマス/キングストン線
終点 - サウス駅 - JFK-UMass駅 
■ ミドルバラ/レイクビル線
終点 - サウス駅 - JFK-UMass駅 

### MBTA (地下鉄)
地下鉄のレッドラインとシルバーラインが乗り入れている。レッドラインは一般的な地下鉄だが、シルバーラインはバス・ラピッド・トランジット(BRT)の路線となっている。
マサチューセッツ湾交通局 (MBTA) 当駅を通る地下鉄は下記の通り。
エールワイフ駅とブレインツリー駅 / アッシュモント駅間の■ レッドライン 
サウス駅とエアポートターミナル駅 (SL1系統)、サウス駅とデザインセンター駅 (SL2系統)、 ダッドリー・スクェア駅とタフツ・メディカル・センター駅 (SL4系統) 間の■ シルバーライン 

#### 隣の駅
マサチューセッツ湾交通局 (MBTA)
■ レッドライン
ダウンタウン・クロッシング駅 - サウス駅 - ブロードウェイ駅
■ シルバーライン
シルバーライン SL1系統 
終点 - サウス駅 - コートハウス駅
シルバーライン SL2系統 
終点 - サウス駅 - コートハウス駅
シルバーライン SL4系統 
チャイナタウン駅 - サウス駅 - タフツ・メディカル・センター駅

## バス
当駅から乗車できるバスは以下の通り。バスタ新宿と同様軌道上に人工地盤の建設を行い、この上にバスターミナルを設けている。詳しくはサウス駅バスターミナル(South Station Bus Terminal)を参照のこと。
中長距離バス
グレイハウンド
ピーターパン・バスラインズ
ボルトバス
コンコード・コーチ・ラインズ
路線バス
： マサチューセッツ湾交通局 (MBTA) …4系統 、7系統 、11系統 、448系統 、449系統 、459系統 

## 参考資料
- Great American Stations 「Boston - South Station, MA (BOS)」
- South Station Boston「South Station Train Terminal a building with history」